# Bierschneidermühle
Bierschneidermühle war ein Gemeindeteil der Stadt Wörth an der Donau im oberpfälzer Landkreis Regensburg in Bayern.
Er lag am Perlbach auf etwa 370 m ü. NHN und siebenhundert Meter südlich von Hafnerhof auf der Gemarkung Hungersacker.

## Geschichte
Der verlassene Ort war bis zur Eingemeindung von Weihern im Jahr 1971 dessen Ortsteil. Bis Mitte des letzten Jahrhunderts gehörte die Einöde zur Gemeinde Hungersacker. In der Topographischen Karte von 1996 wird der Ort noch als Wohnplatz angegeben, im Ortsnamenverzeichnis der Stadt Wörth wurde „Bierschneidermühle“ 1976 gelöscht, heute ist der Ort devastiert.
Im historischen Positionsblatt aus der Zeit zwischen 1817 und 1841 wird der Ort als Sägmühle, Auf der Gschwell bezeichnet, auch bekannt als Gschwellsägmühle Im Repertorium von 1829 zum topographischen Atlasblatt wird der Ort Sägmühle als Einöde am Gschwellbach bei Hungersacker beschrieben, mit einem Haus und einer Mühle mit einem Mahlgang. Die Mühle besaß ein oberschlächtiges Wasserrad und trieb eine Gattersäge an, überdies wurde auch Getreide gemahlen. Der Name Bierschneidermühle geht zurück auf einen früheren Besitzer, Johann Bierschneider, der 1790 der Inhaber war. Der Ort gehörte zur katholischen Pfarrei Wörth a.d.Donau. Heute erinnern nur noch wenige Ziegelreste daran.

### Einwohnerentwicklung
- 1838: 00 6 Einwohner, 1 Haus[10]
- 1860: 00 7 Einwohner, 1 Haus[12]
- 1861: 00 7 Einwohner[4]
- 1871: 00 4 Einwohner[13]
- 1875: 00 6 Einwohner[14]
- 1885: 00 9 Einwohner, 1 Wohngebäude[15]
- 1900: 00 6 Einwohner, 1 Wohngebäude[16]
- 1913: 00 0 Einwohner, 1 Haus[11]
- 1925: 00 3 Einwohner, 1 Wohngebäude[3]
- 1950: 00 3 Einwohner, 1 Wohngebäude[5]
- 1961: 00 3 Einwohner, 1 Wohngebäude[17]
- 1970: 00 0 Einwohner[1]

## Umwelt
Bachabwärts bis Wörth gab es früher Vorkommen der Flussperlmuschel.

## Kultur
Die Wüstung Bierschneidermühle ist als Bodendenkmal D-3-6940-0126 in der Denkmalliste von Wörth a.d.Donau geführt.